# Liste der Flughäfen auf São Tomé und Príncipe

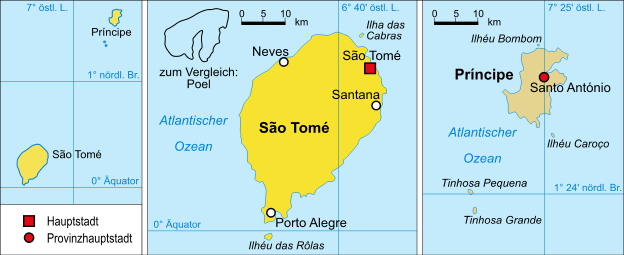
São Tomé und Príncipe

São Tomé und Príncipe ist ein Inselstaat im Golf von Guinea im Atlantischen Ozean. Er befindet sich ca. 200 km vor der Westküste Afrikas und der Küste von Äquatorialguinea und dem Gabun. Insgesamt besteht der Staat aus den 2 Inseln São Tomé und Príncipe, welche ca. 140 km auseinander liegen. Die Amtssprache ist Portugiesisch und die Hauptstadt São Tomé auf der Insel São Tomé.

## Flughäfen
Insgesamt befinden sich auf dem Staatsgebiet 3 Flughäfen, 2 auf São Tomé und einer auf Príncipe. Allerdings ist auf São Tomé nur ein Flughafen aktiv, welcher gleichzeitig als internationales Drehkreuz dient. 
Vom Flughafen Príncipe wird hauptsächlich der Flughafen São Tomé angeflogen. Damit dient er hauptsächlich dafür, eine Verbindung zwischen beiden Inseln herzustellen.
| Ort           | ICAO-Code | IATA-Code | Name des Flughafens | Insel    |
| ------------- | --------- | --------- | ------------------- | -------- |
| Santo António | FPPR      | PCP       | Flughafen Príncipe  | Príncipe |
| São Tomé      | FPST      | TMS       | Flughafen São Tomé  | São Tomé |